# Reprezentacja Wietnamu U-23 w piłce nożnej mężczyzn
Reprezentacja Wietnamu U-23 w piłce nożnej mężczyzn – męska piłkarska reprezentacja Wietnamu do lat 23. Największymi sukcesami reprezentacji jest zdobycie srebra w pucharze Azji w 2018 roku.

## Puchar Azji
Na podstawie:
| Rok   | Runda                  | M                      | W                      | R                      | P                      | GZ                     | GS                     |
| ----- | ---------------------- | ---------------------- | ---------------------- | ---------------------- | ---------------------- | ---------------------- | ---------------------- |
| 2013  | Nie zakwalifikował się | Nie zakwalifikował się | Nie zakwalifikował się | Nie zakwalifikował się | Nie zakwalifikował się | Nie zakwalifikował się | Nie zakwalifikował się |
| 2016  | Faza grupowa           | 3                      | 0                      | 0                      | 3                      | 3                      | 8                      |
| 2018  | II miejsce             | 6                      | 3                      | 1                      | 2                      | 6                      | 9                      |
| 2020  | Faza grupowa           | 3                      | 0                      | 2                      | 1                      | 1                      | 2                      |
| 2022  | Ćwierćfinał            | 4                      | 1                      | 2                      | 1                      | 5                      | 5                      |
| 2024  | Awans                  | ?                      | ?                      | ?                      | ?                      | ?                      | ?                      |
| Razem | Turniejów finał.       | 16                     | 4                      | 5                      | 7                      | 15                     | 24                     |

## Mistrzostwa ASEAN
| Rok   | Runda            | M                | W                | R                | P                | GZ               | GS               |
| ----- | ---------------- | ---------------- | ---------------- | ---------------- | ---------------- | ---------------- | ---------------- |
| 2005  | Nie brał udziału | Nie brał udziału | Nie brał udziału | Nie brał udziału | Nie brał udziału | Nie brał udziału | Nie brał udziału |
| 2019  | III miejsce      | 5                | 3                | 1                | 1                | 7                | 2                |
| 2022  | I miejsce        | 4                | 4                | 0                | 0                | 9                | 0                |
| 2023  | I miejsce        | 4                | 4                | 0                | 0                | 9                | 2                |
| Razem | Turniejów finał. | 13               | 11               | 1                | 1                | 25               | 4                |

## Aktualny skład
Aktualny skład drużyny można przeglądać na stronie transfermarkt.pl.